# Star Wars: Thrawn (könyv)
Star Wars: Thrawn 2017-ben megjelent könyv a Del Rey Books könyvkiadó gondozásában, szerzője Timothy Zahn. Címszereplője Thrawn főadmirális, akinek karaktere a Csillagok háborúja – Legendákból származik, a Thrawn-trilógiából (A Birodalom örökösei, Sötét erők ébredése, Az utolsó parancs).

## Magyarul
- Thrawn; ford. Oszlánszky Zsolt, Szente Mihály; Szukits, Szeged, 2017
- Thrawn. Szövetségek; ford. Oszlánszky Zsolt, Szente Mihály; Szukits, Szeged, 2018

## Fordítás
- Ez a szócikk részben vagy egészben  a   Star Wars: Thrawn című angol Wikipédia-szócikk ezen változatának fordításán alapul.  Az eredeti cikk szerkesztőit annak laptörténete sorolja fel. Ez a jelzés csupán a megfogalmazás eredetét és a szerzői jogokat jelzi, nem szolgál a cikkben szereplő információk forrásmegjelöléseként.